# Скориківка
Скорикі́вка — село в Україні, у Золотоніському районі Черкаської області. Входить до складу Новодмитрівської сільської громади. Розташоване на річці Золотоношці за 20 км на північ від районного центру — міста Золотоноші та за 11 км від залізничної станції Пальміра. Населення — 580 осіб, 263 двори (на 2007 рік).

## Історія
Село виникло на рубежі XVIII—XIX століть.
Не пізніше 1796 року було приписане до Миколаївскої церкви у містечку Миколаївка яке було приєднане у 1958 році
Складається з чотирьох частин, що раніше були окремими селищами: власне Скориківка, Миколаївка, Раківка і Галатівка.
У 1837 році Скориківка належала до Драбівської волості і нараховувала 46 рільничих і чумацьких домів (161 мешканець).
У 1862 році у містечку володарскому Миколаївка була церква та 16 дворів де жило 85 осіб (37 чоловічої та 48 жіночої статі), у козачому селищі Скориківка в 59 дворах жило 353 особи (171 та 188), а у володарскому хуторі Раків (Раківка) 5 дворів з 22 особами (12 та 10)
У 1888 році на прохання громадян було організовано школу грамоти. У 1898 році відкрито церковноприходську школу.
1905 року селяни навіщось спалили поміщицький маєток.
У 1911 році у селі Миколаївка була церква та жило 212 осіб (98 чоловічої та 114 жіночої статі), у селищі Скориківка жило 605 осіб (302 та 303) та була церковно-прихідська школа, на хуторі Раківка жило 79 осіб (33 та 46), а на хуторі Галатівка 56 осіб (30 та 26).
На пам'ять про 164 односельців, які загинули в роки радянсько-німецької війни, у 1967 році споруджено обеліск Слави. У бойових діях брали участь 167 осіб, нагороджені бойовими орденами та медалями 112.
У 1967 році збудовано Будинок культури на 350 місць, у якому на другому поверсі розташувалася сільська бібліотека.
Станом на 1972 рік в селі мешкало 1031 осіб. Працював колгосп «Шлях Леніна», що мав в користуванні 2,3 тисячі га сільськогосподарських угідь, в тому числі 2,2 тисячі га орної землі. Господарство вирощувало зернові культури, було розвинуте м'ясо-молочне тваринництво, працювали млин, 2 лісопильні. На той час діяли восьмирічна школа, дитячий садок, фельдшерсько-акушерський пункт, крамниця.
У 1989 році завершено будівництво нової середньої школи.

## Церква
З 1907  по 1910 рік на кошти парафіян майстрами з Вереміївки будувалася Миколаївська церква. Упродовж 1934—1943 років була закрита місцевою владою. У 1962 році церкву відібрано в парафіян, використовувалась як комора. У січні 1991 року церква була освячена і почала діяти за своїм призначенням.

## Сучасність
На території Скориківської сільської ради діє ДП «Іскра» — директор Сергій Сергійович Снігирь

## Відомі люди

### Народились
- кандидат технічних наук І. Я. Скорик;
- лікар-травматолог І. П. Косенко;
- полковник у відставці Г. Н. Заєць;
- полковник Г. Д. Галат;
- полковник, викладач військової кафедри (м. Санкт-Петербург) М. В. Мороз;
- перекладач М. П. Слісаренко.
- Скорик П. Я. — автор граматики чукотської мови: Грамматика чукотского языка: Фонетика и морфология имменых частей речи
- Скорик В.А. -  Лікар загальної практики - Сімейний лікар. Топ-10 лікарів Черкаської області.